# 前门站
前门站是一个位于中国北京市东城区东华门街道与前门街道交界前门东大街正阳门前，属于北京地铁2号线和8号线的地铁换乘站。

## 历史
1969年10月1日，前门站随一期工程通车，是一期工程仅有的两座甲级车站之一（另一座是北京站）。
由于国际环境迅速恶化，中华人民共和国国务院总理周恩来于同年11月2日批准了112工程。
1970年4月30日，周恩来总理经112工程出站口来到前门站视察并乘坐北京地铁:384。
1971年1月15日，前门站随一期工程开始试运营。
1973年7月13日，国务院副总理邓小平等首长视察北京地铁并在前门站下车巡视:386。
1987年12月28日，地铁一、二期工程贯通，前门站成为2号线的一站。
1992年9月27日，中国共产党中央委员会总书记江泽民来到前门站视察:88。
1999年6月，经北京城建设计院重新设计，前门站B口、C口和通风亭进行了装修改造:278。
8号线车站最初计划在2021年年底开通，但曾經按照北京市重大办2021年7月的说法，由于G出入口一体化项目建设滞后，导致8号线车站2021年年底一度不能具备开通条件。
由于换乘设施改造工程需要，2号线前门站于2021年10月8日至12月4日封站，而前门站在2021年国庆假期（10月1日至10月7日）亦全天封闭。2021年12月2日，北京市重大办在回应市民提问时表示，8号线前门站“已具备通车换乘条件，正在开展各项验收工作”。12月5日首班车起，2号线前门站恢复运营，东西两个站厅南侧均增设了换乘通道口。
2021年12月31日，8号线前门站如期开通运营。

## 车站結構
2号线车站位于正阳门城楼和箭楼之间，前門西大街－前門東大街（东西向）地下。站内墙面装修采用了金黄色天然大理石做饰面，与故宫相呼应，站台上的列柱则采用传统建筑的朱红色，顶灯参考了古代庭院样式而布置成六边形环灯。8号线车站位于前门大街北端东侧的前门月亮湾与西打磨厂街之间，斜跨前门东路设置，距2号线车站相对较远，以避开重点保护文物箭楼。

### 楼层分布
| 地面     |                    | 出入口                             |  |  |
| 地下一层 | 2号线站厅          | 售票机、问询中心、安检、进出站闸机 |  |  |
|          |                    | 出入口                             |  |  |
| 地下二层 | 8号线E口站厅       | 售票机、问询中心、安检、进出站闸机 |  |  |
|          |                    |                                    |  |  |
|          |                    | 2号线内环（和平门）                |  |  |
|          | 岛式站台，左侧开门 |                                    |  |  |
|          |                    | 2号线外环（崇文门）                |  |  |
| 地下三层 | 换乘通道           | 2号线换乘 8号线过道                |  |  |
| 地下四层 | 8号线站厅          | 售票机、问询中心、安检、进出站闸机 |  |  |
| 地下五层 |                    | 8号线往朱辛庄（王府井）            |  |  |
|          | 岛式站台，左侧开门 |                                    |  |  |
|          |                    | 8号线往瀛海（珠市口）              |  |  |

### 大堂及换乘
与北京地铁一期工程多数车站一样，2号线前门站的站厅设于两端且只通过楼梯与站台相连，东站厅至站台的楼梯旁则设有轮椅升降平台。2021年改造完成后，2号线两个站厅的南部均设有换乘通道口，其中8号线换乘2号线需经由2号线东站厅，2号线换乘8号线则需经由2号线西站厅。2号线车站与8号线车站之间设有一个总面积1300平方米的换乘厅，该换乘厅位于前门箭楼东侧地下，北侧两条通道接入2号线前门站东西两个端厅，南侧两条通道接入8号线前门站的站厅中部，预计最短换乘时间约5分钟。
8号线站厅及换乘厅内的公共艺术作品包括中央美术学院教授邓澍创作的《百花齐放》（站厅东南）、中央工艺美术学院教授常沙娜创作的《万木峥嵘》（近I口闸机）、中央美术学院教授周令钊创作的《青山绿水》（近G口闸机）、中央美术学院教授李化吉创作的《红绸舞集》（站厅西南）、中央美术学院教授侯一民创作的《鹤舞长天》 （站厅正南）、中央美术学院教授任世民创作的《中轴锦绣》（地下二层换乘厅）、中央美术学院教授李林琢创作的《前门商业》（地下三层换乘厅），换乘通道侧墙则将常沙娜、周令钊、邓澍、李化吉绘制的花卉主题作品以独幅间断摆放，称《百花争艳》。

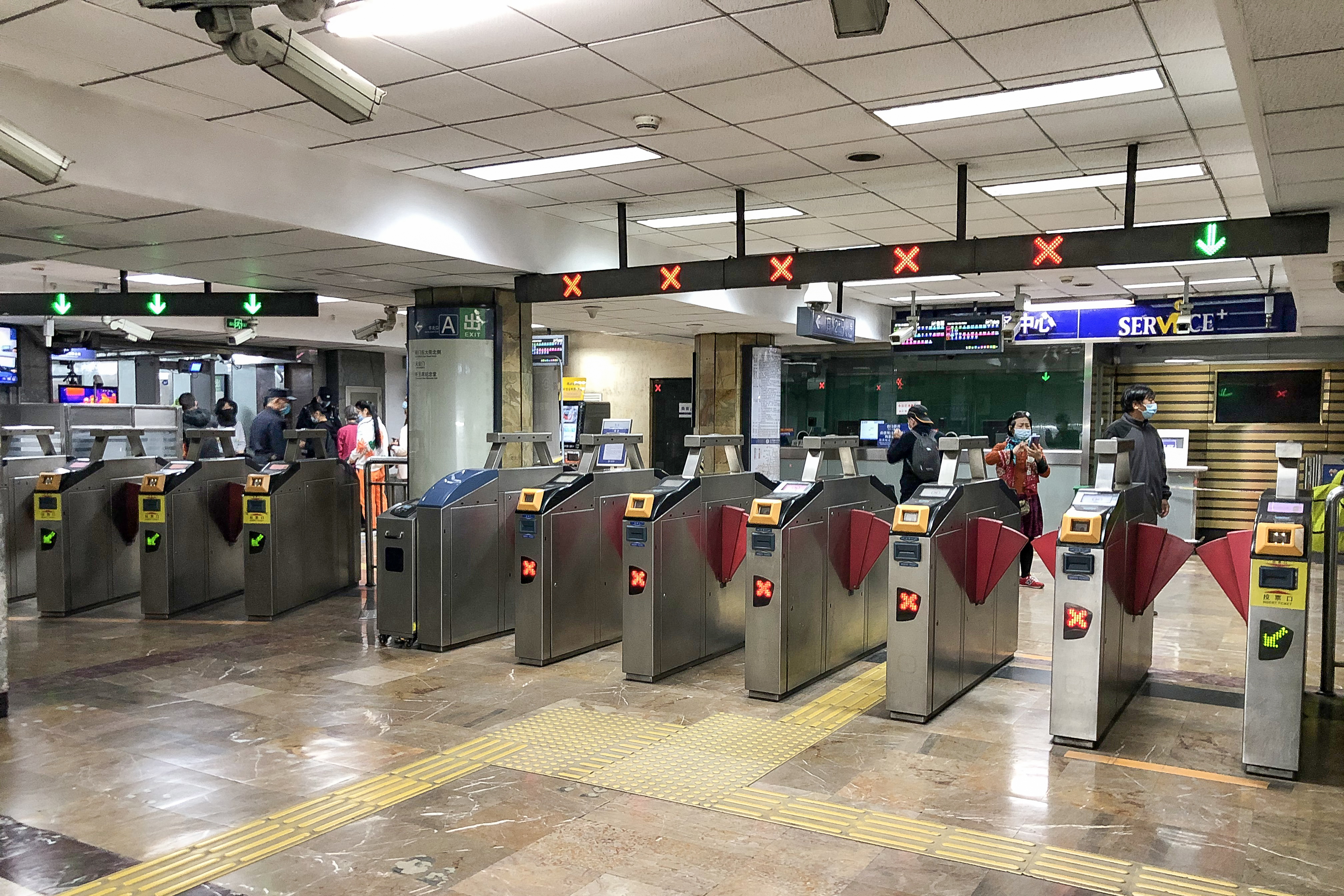
2号线东站厅（2021年4月摄）
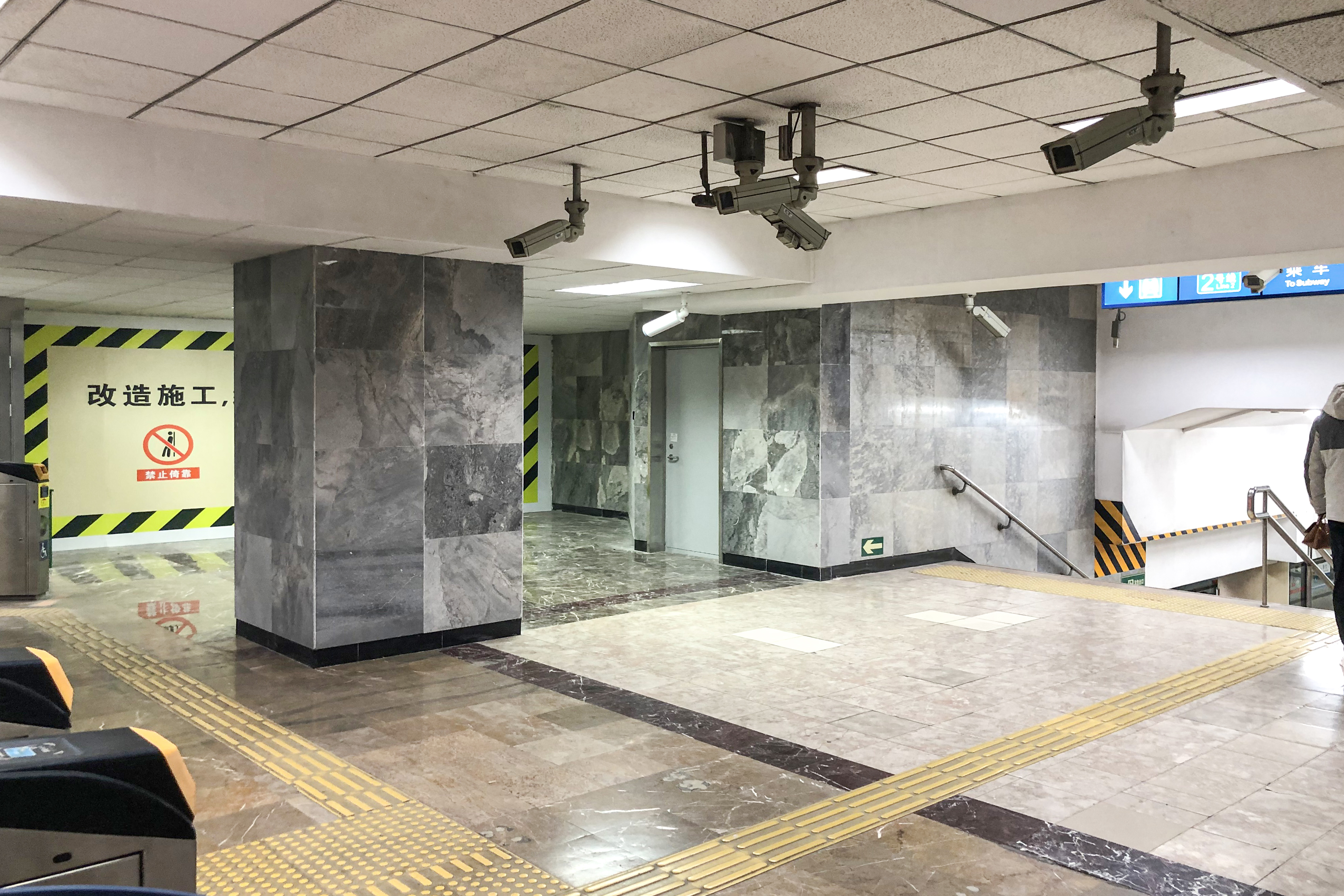
2号线东站厅（2021年12月摄）
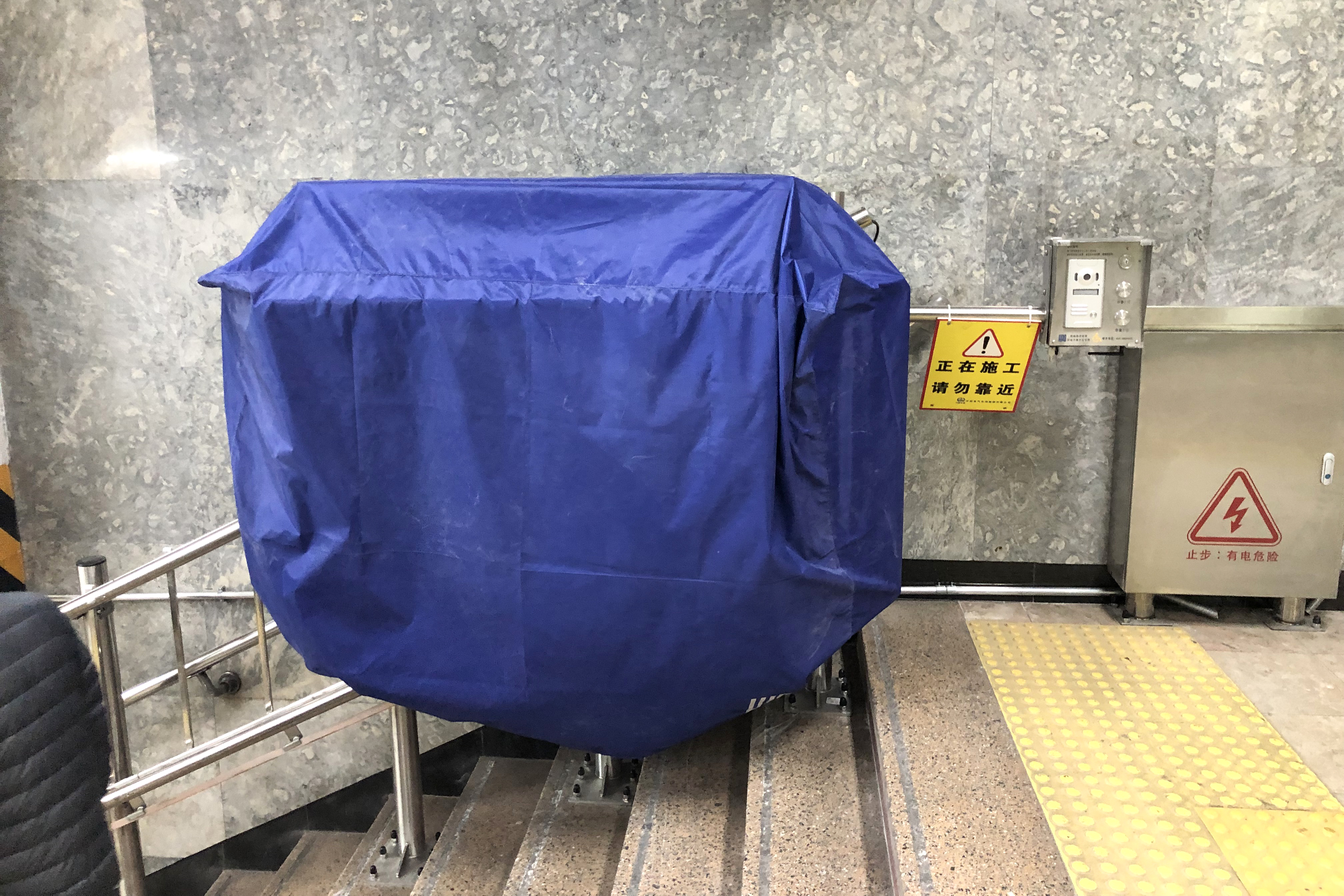
2号线东站厅至站台的轮椅升降平台
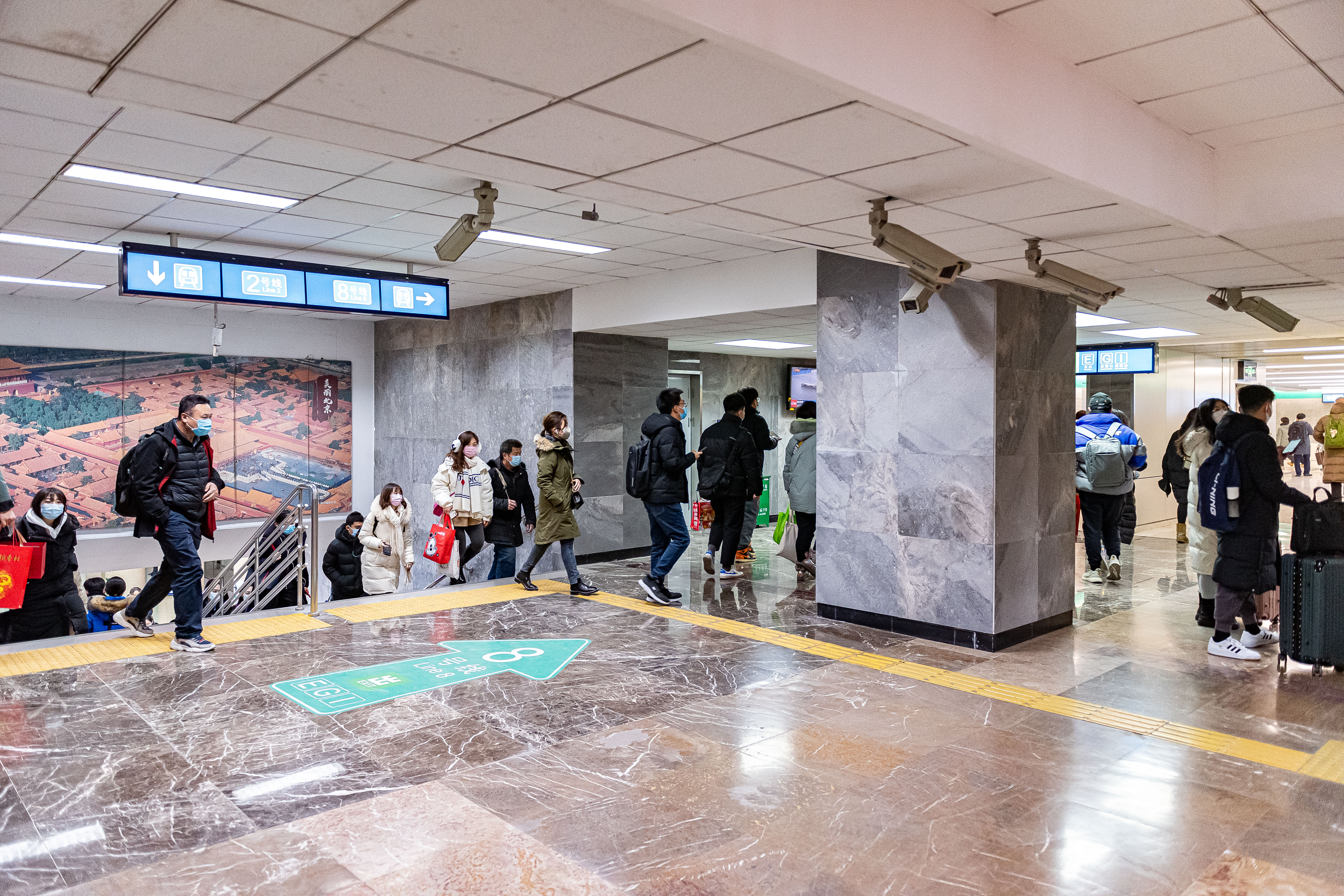
2号线西站厅（2021年12月摄）
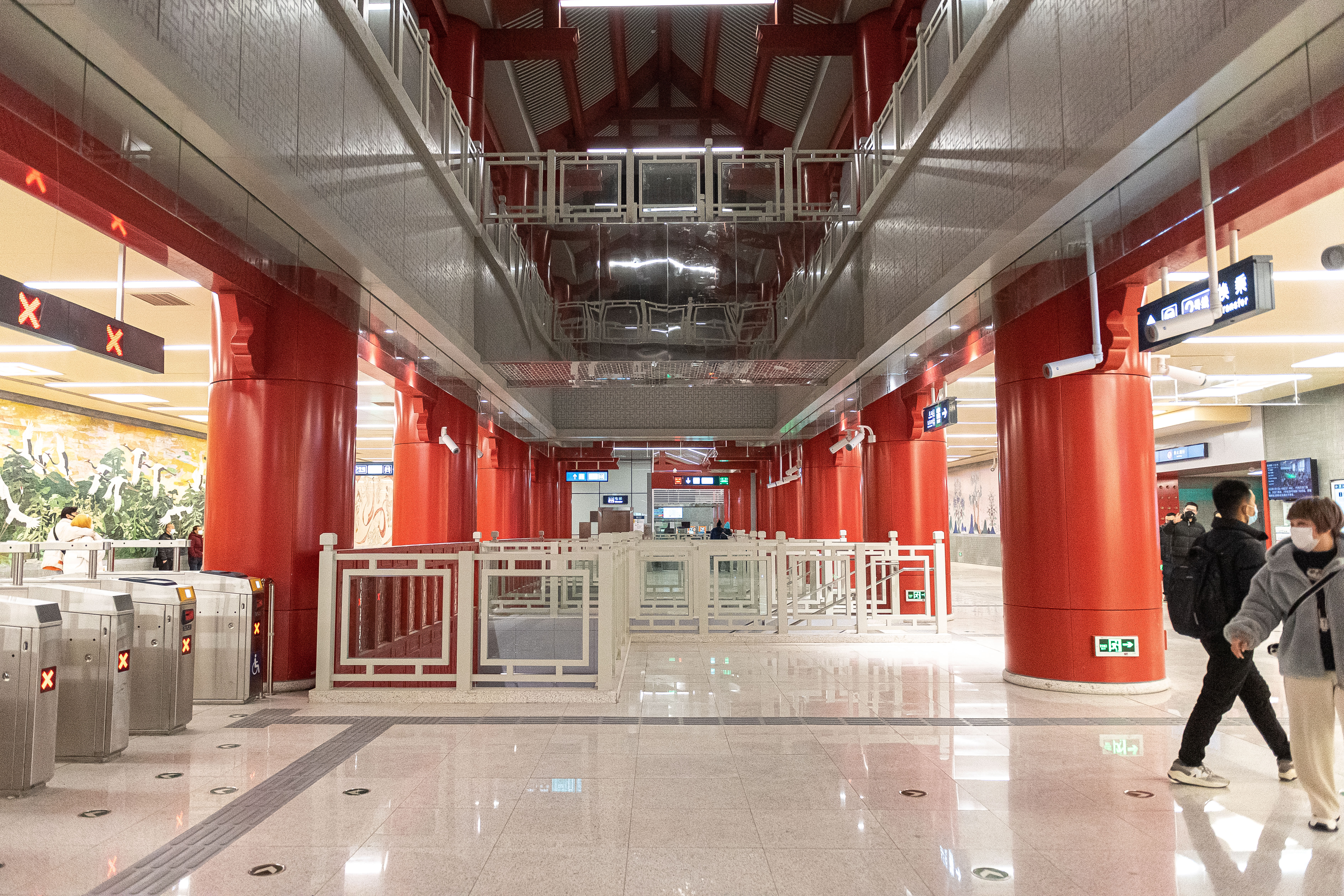
8号线站厅（2021年12月摄）
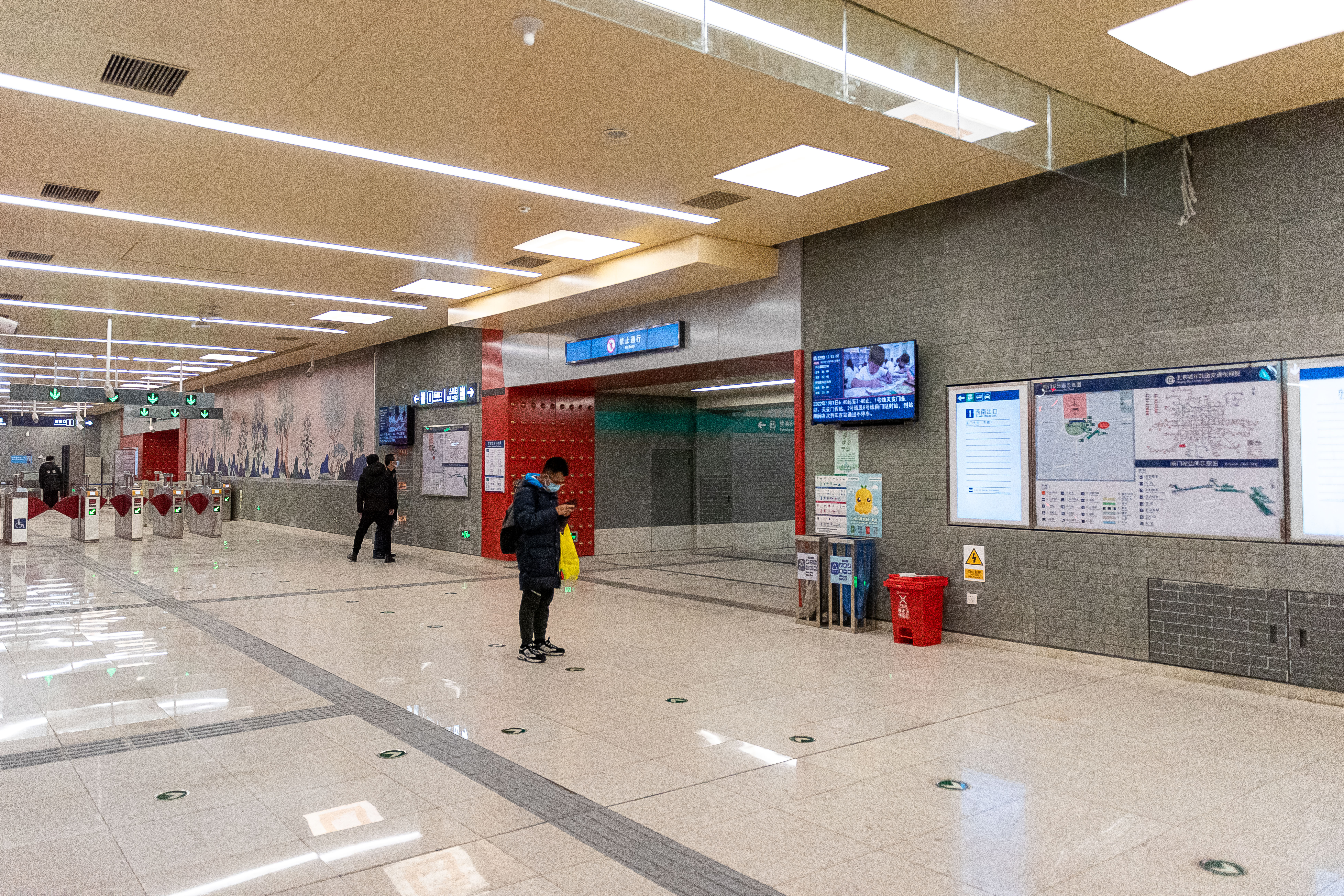
8号线站厅北侧的换乘通道口（2021年12月摄）
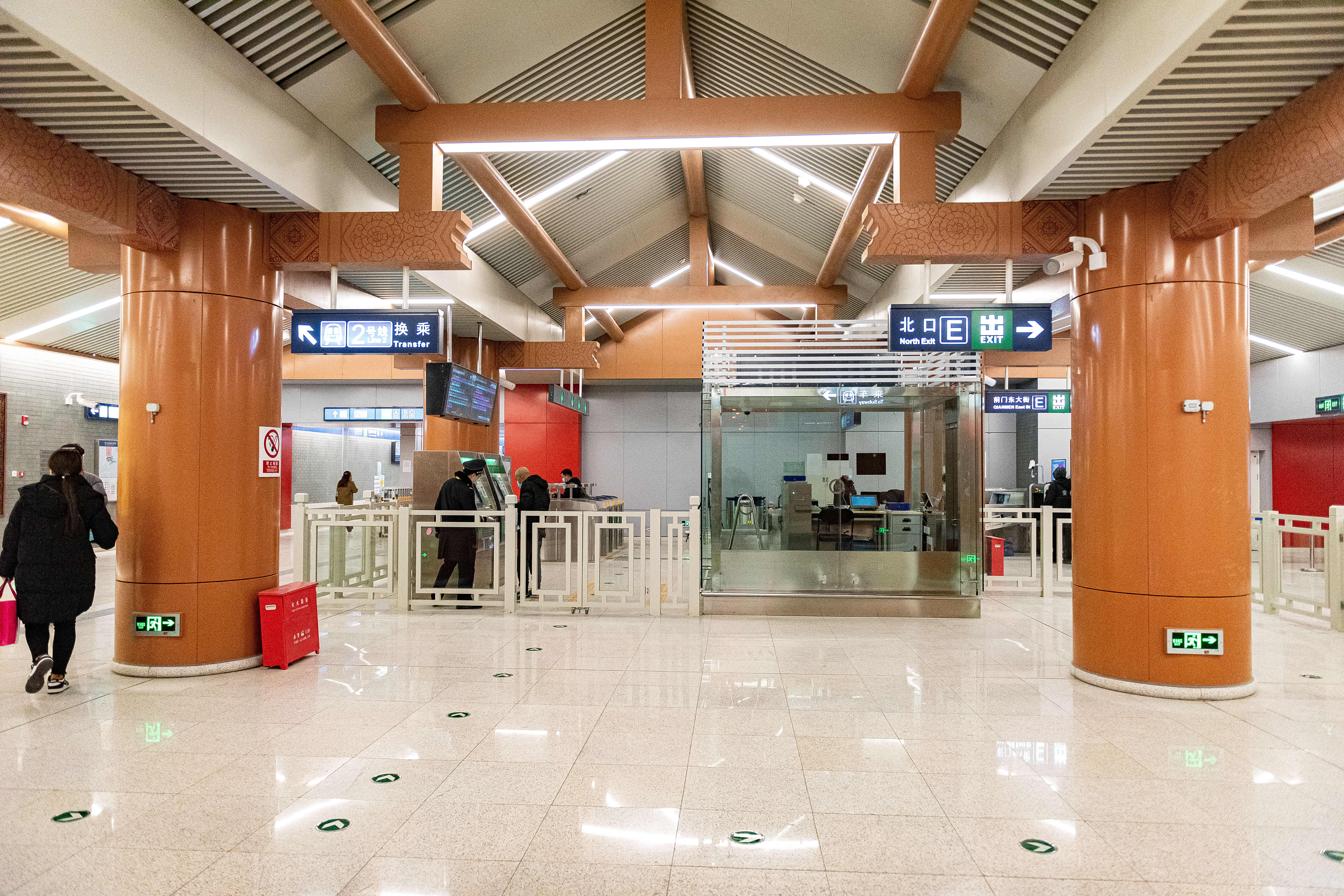
地下二层换乘厅（2021年12月摄）
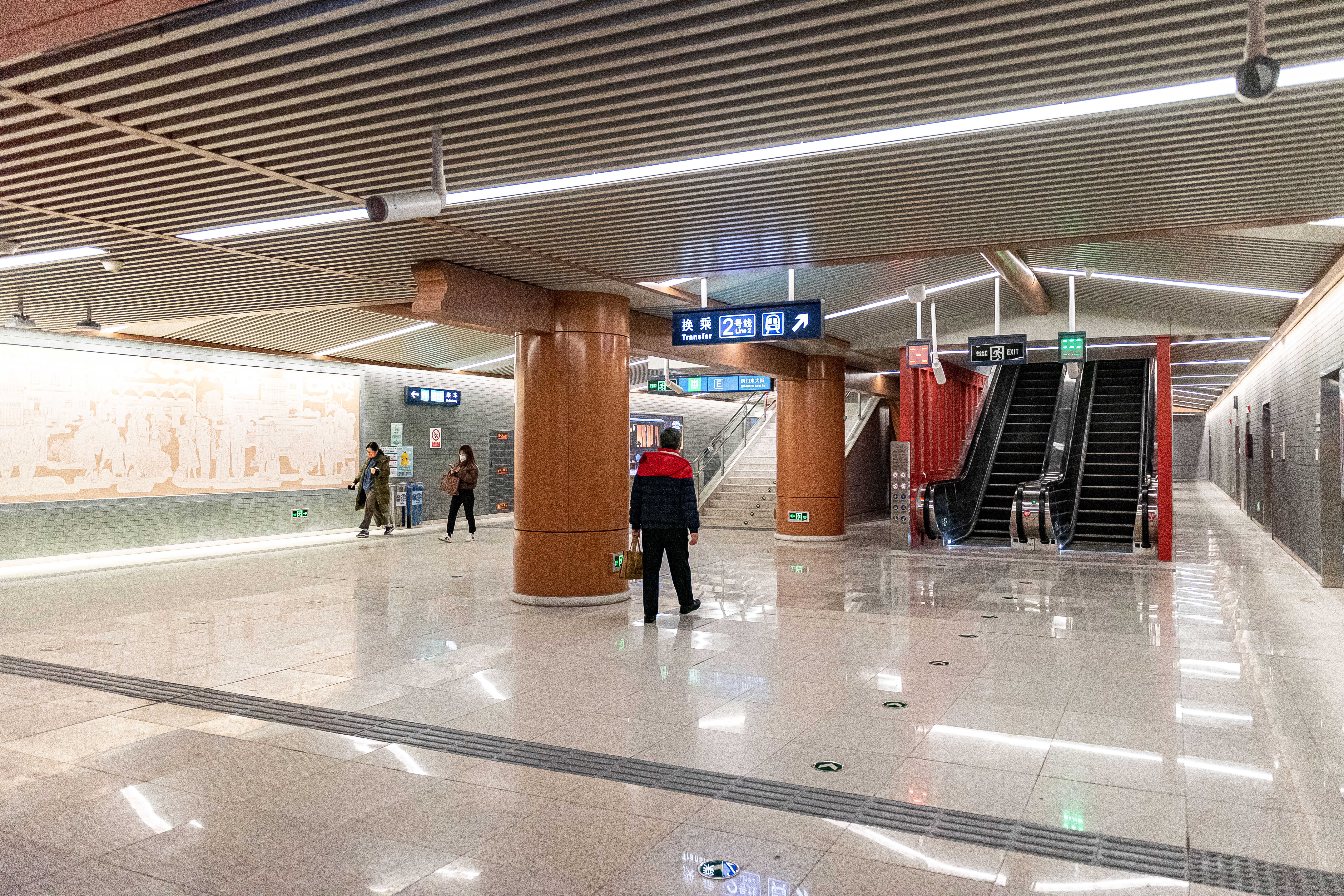
地下三层换乘厅（2021年12月摄）

### 站台
2号线前门站设有一座岛式站台，位于前门东大街地底。8号线站台亦为岛式站台，位于前门盖板河南侧地底。

## 出口
2号线前门站一共有3个出口：A东北，B东南，C西南，其中C口处标有“此口不通广场”字样。西北口已经封闭多年，在前门付线施工后为解决前门道路卡口问题曾北移4.6米，其112工程出站口可通向人民大会堂。8号线车站建成后，本站在前门3号地下通道（通往中国铁道博物馆正阳门展馆）和西打磨厂街增设出入口。
|                           |                  |                                                                  |      |            |
|                           |                  |                                                                  |      |            |
| 編號                      | 指示             | 建議前往的目的地                                                 | 照片 | 无障碍设施 |
| 连通 2号线站厅            |                  |                                                                  |      |            |
| 出口 · A · 轮椅升降台标志 |                  | 天安门广场                                                       |      |            |
| 出口 · B                  |                  | 正阳门、前门步行街、北京城市规划展览馆、中國鐵道博物館正陽門展館 |      | 不適用     |
| 出口 · C                  |                  | 大栅栏商业街、老舍茶馆                                           |      | 不適用     |
| 连通 8号线站厅            |                  |                                                                  |      |            |
| 出口 · E                  |                  | 前门3号通道、中國鐵道博物館正陽門展館                            |      | 不適用     |
| 出口 · G                  | 西打磨厂街       | 西打磨厂街                                                       |      |            |
| 出口 · I                  | 前门大街（东侧） | 前门大街（东侧）                                                 |      | 不適用     |
| 註： 設有輪椅升降台       |                  |                                                                  |      |            |